# Felício Milson
Felício Milson (Luanda, Angola; 12 de octubre de 1999) es un futbolista de Angola que juega en la posición de extremo con el Estrella Roja de Belgrado de la Superliga Serbia desde el 2024.

## Carrera

### Club
| Periodo   | Club                      |
| --------- | ------------------------- |
| 2019–2022 | CS Marítimo B             |
| 2020–2022 | CS Marítimo               |
| 2022–2023 | FC Pari Nizhny Novgorod   |
| 2023      | → MKE Ankaragücü (cedido) |
| 2023–2024 | Maccabi Tel Aviv          |
| 2024–     | Red Star Belgrade         |

### Selección nacional
A nivel de selecciones menores Milson representó a Angola sub-20 en el Torneo Esperanzas de Toulon de 2017 donde jugó dos partidos. Milson debutó con Angola el 23 de octubre de 2020 en la victoria por 3-0 en un partido amistoso ante Mozambique.
Fue convocado para jugar en la Copa Africana de Naciones 2023 donde jugó en los partidos ante Argelia, Burkina Faso y Nigeria.

## Logros
- Superliga Serbia: 2024–25[3]